# Ports de Tortosa-Beseit
|  | Aquest article tracta sobre el massís muntanyenc. Vegeu-ne altres significats a «Parc Natural dels Ports». |

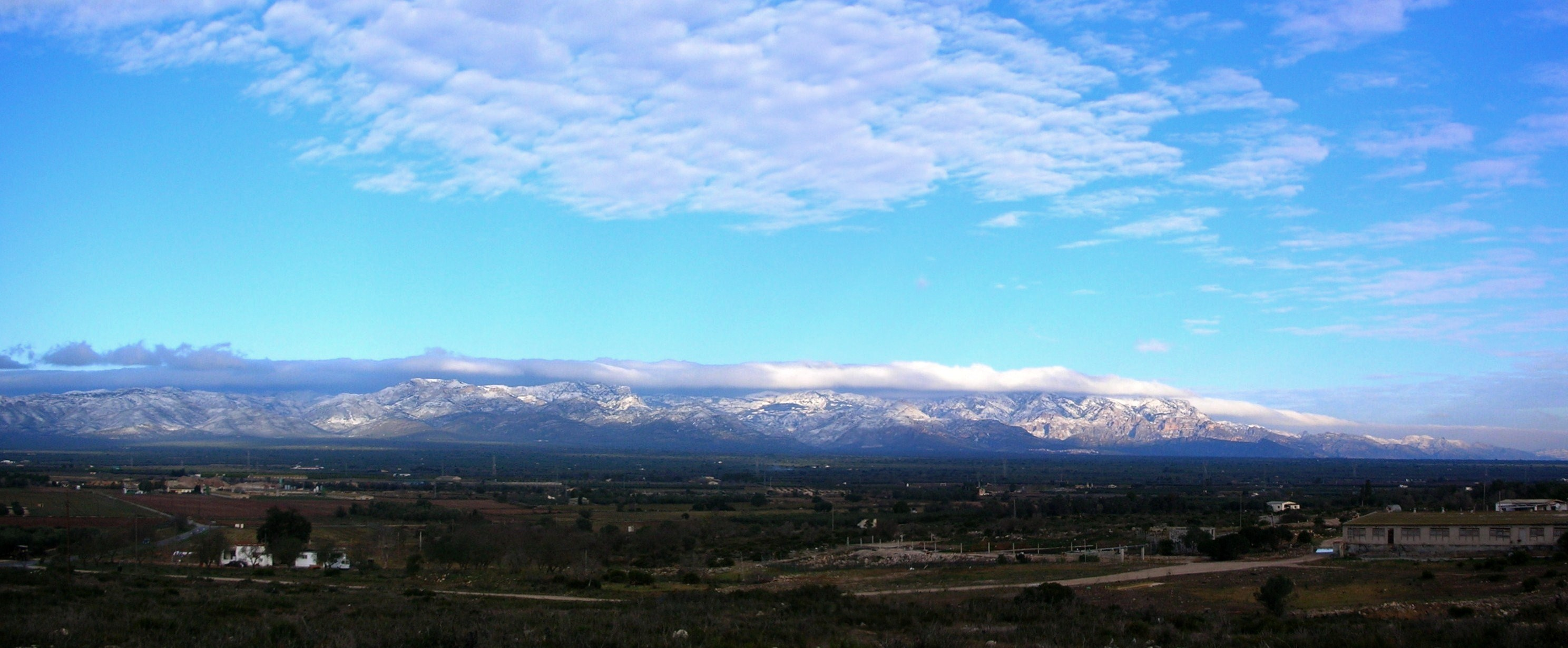
Els Ports nevats a l'hivern

Els ports de Tortosa-Beseit (també dits Ports de Beseit, Ports de Tortosa, els Ports o lo Port) és un massís muntanyenc situat a l'extrem oriental del sistema Ibèric i que constitueix una zona de transició a la Serralada Prelitoral Catalana.

## Particularitats
És una vasta zona molt muntanyosa que abasta més de vuit-cents quilòmetres quadrats. El relleu és calcari, extremadament complex amb múltiples serres, pics, escarps, cingles, valls profundes i formacions rocalloses crues. La serra de l'Espina és un contrafort dels Ports en direcció nord-est que forma l'enllaç amb la Serralada Prelitoral Catalana.
Aquest massís es troba a cavall de Catalunya, Aragó i el País Valencià. Al Tossal del Rei, hi ha un túmul de pedres que simbolitza el tradicional punt de trobada dels tres antics regnes de la Corona d'Aragó.
En època medieval i moderna, la fusta que s'hi produïa, juntament amb la que baixava per l'Ebre, va convertir Tortosa en un dels grans centres de distribució de bigues i cabirons per a la construcció d'edificis arreu de la Corona d'Aragó, i fins i tot més enllà, fins al punt que en diversos punts de la Mediterrània els grans troncs eren anomenats "tortosins".

## Orografia
Els Ports estan formats per un conjunt de serres com la Serra de l'Espina (1.181 m) o la Serra d'Encanader (i el Tossal d'En Canader), la segona altitud (1.393 m), i la màxima altura del Matarranya (a la Franja de Ponent). La màxima altitud dels Ports és el Mont Caro de 1.441 metres que és alhora la màxima cota de la província de Tarragona. Destaca també el pic de Cervera, amb 1.347 metres d'altitud i el Tossal del Rei (1.356 m).
Altres accidents geogràfics destacats són: el Coll de l'Assucac, el Tossal de la Coscollosa (879 m), el Castell de l'Airosa, la Penya Galera (1.029 m), el Montsagre, contrafort format pel Montsagre de Paüls (1.050 m), el Montsagre d'Horta (1.087 m), el Tossal d'en Grilló (1.072 m) i les Moletes d'Aran (1.228 m).

## Flora
Hi ha una gran varietat de comunitats vegetals, les quals són: les màquies; els carrascars i alzinars; les pinedes de pinassa; les pinedes de pi roig, normalment barrejades amb les de pinassa; les fagedes; les zones culminants; vora de rius; cingleres i pinedes de pi blanc.

### Màquies
Són comunitats vegetals que s'estenen per les parts baixes del massís fins als 500 msm, depenen també de l'orientació i del vessant en què es trobin (podem trobar màquies a 800 msm en alguns punts).
Estan formades per arbustos molt ben adaptats a la sequera i als animals herbívors (amb fulles petites i punxegudes). Hi dominen el coscoll o garric (Quercus coccifera), la matissa o llentiscle (Pistacia lentiscus), el margalló (Chamaerops humilis) l'única palmera autòctona d'Europa, l'argilaga (Ulex parviflorus), l'argilaga borda (Genista scorpius), el ginebre o càdec (Juniperus oxycedrus), l'esparreguera (Asparagus acutifolius), la frígola (Thymus vulgaris), el romer (Rosmarinus officinalis), la rojeta (Rubia peregrina), el cepell o bruc d'hivern (Erica mutiflora) i l'ullastre o olivera borda (Olivea europaea ssp. sylvestris).

### Pinedes de pi blanc
És una comunitat vegetal on l'espècie dominant és el pi blanc (Pinus halepensis). Forma boscos fins als 600 msm i presenta un sotabosc en el qual podem trobar: savina (Juniperus phoenica), el càdec (Juniperus oxycendrus), matissa (Pistacia lentiscus), l'esbarzer (Rubus ulmifolius) o el garric (Quercus coccifera). També trobem plantes enfiladisses o lianes com ara el lligabosc mediterrani (Lonicera implexa), l'arítjol (Smilax aspera), la rojeta (Rubia peregrina) o la vidiella (Clematis flammula).

## Parcs naturals
L'any 1966 es va crear la Reserva Nacional de Caça dels Ports de Tortosa-Besseit per fomentar, conservar i protegir les espècies cinegètiques que hi vivien per permetre’n, posteriorment, el seu aprofitament. Aquest espai, protegit i gestionat sota la legislació de la caça, pertany a tres províncies i a tres Comunitats Autònomes diferents. Amb el temps, s'han anat protegint sota les figures de protecció natural vigents a cadascuna d'elles: 

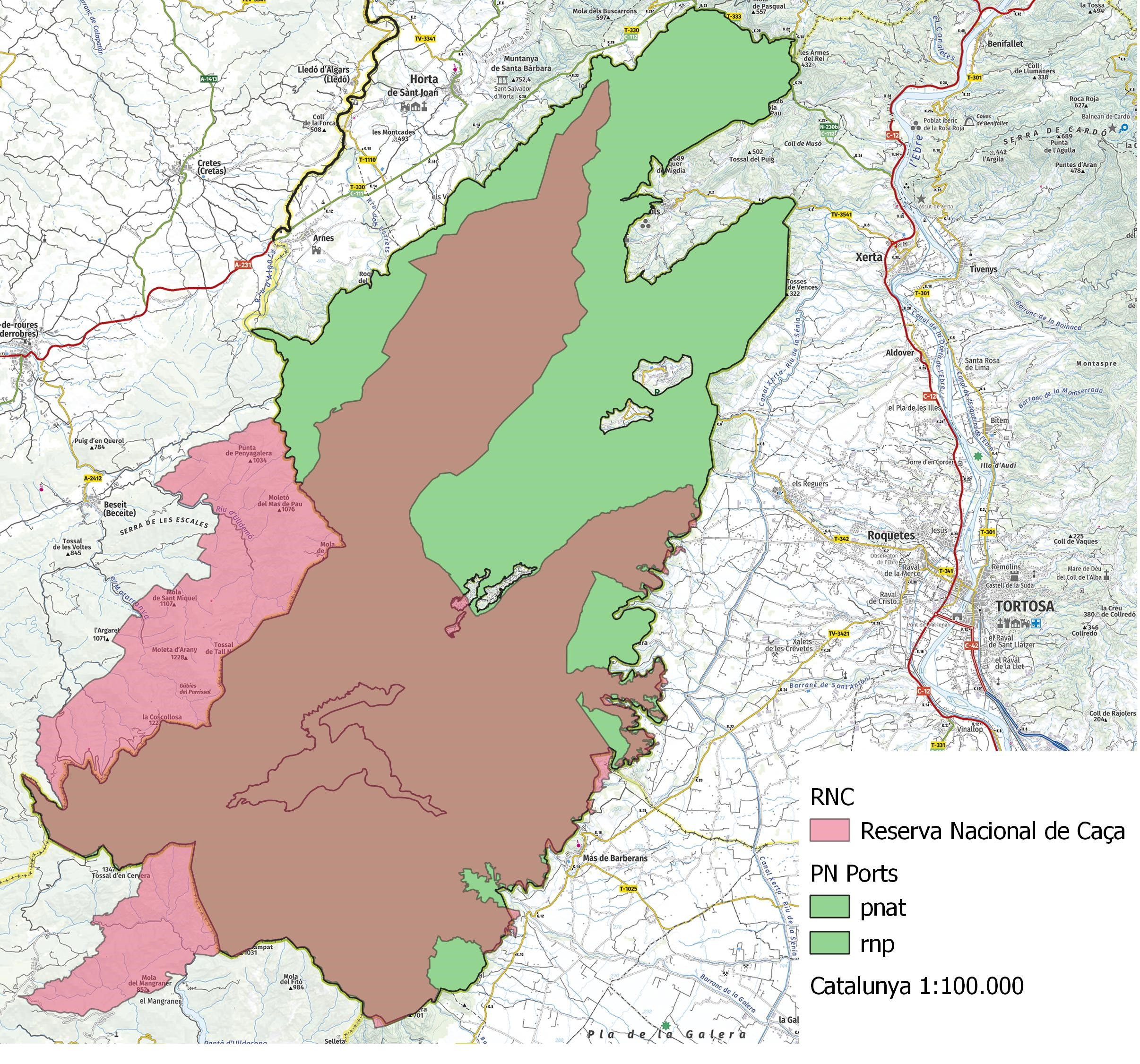
El parc natural inclou la part catalana de la RNC. Les parts de color rosa de las RNC són les que pertanyen a l'Aragó i Castelló.

- La part catalana del massís fou protegida pel Decret 160/2001 de 12 de juny de la Generalitat de Catalunya (DOGC nombre 3414 de 21/06/2001) mitjançant el qual es declarava la creació del Parc Natural dels Ports i de la reserva natural parcial de les fagedes dels Ports. El parc natural català té una superfície de 35.050 ha (16.000 ha són de la Reserva Nacional de Caça; 861 ha són de reserves naturals i 205 ha de Refugi de Fauna Salvatge) repartides entre el termes municipals de Tortosa, Roquetes (seu administrativa del parc natural i de la reserva de caça), Alfara de Carles i Paüls a la comarca del Baix Ebre; de Prat de Comte, Arnes i Horta de Sant Joan a la comarca de la Terra Alta i de Mas de Barberans i de la Sénia a la comarca del Montsià. És un dels parcs natural més grans de Catalunya i, amb el parc del Delta de l'Ebre, el segon amb què compten les Terres de l'Ebre.
- A la part valenciana del massís, amb unes 5000 ha protegides (1500 de les quals pertanyen a la Reserva Nacional), es va crear el parc natural de la Tinença de Benifassà, declarat pel Decret 70/2006 de 19 de maig de la Generalitat Valenciana. S'estén per les poblacions de la Pobla de Benifassà, Coratxà, el Boixar, Fredes, el Ballestar, Bel (Rossell), Vallibona i Castell de Cabres.

- La vessant matarranyenca dels Ports de Beseit va ser proposada com a Parc Natural per part del Govern d'Aragó el 5 de juny de 2012.  Els municipis de Terol que formen part de la Reserva Nacional de Caça són: Beseit,[14] Pena-roja de Tastavins,[15] Vall-de-roures[16] i Fuentespalda[17]

## Galeria

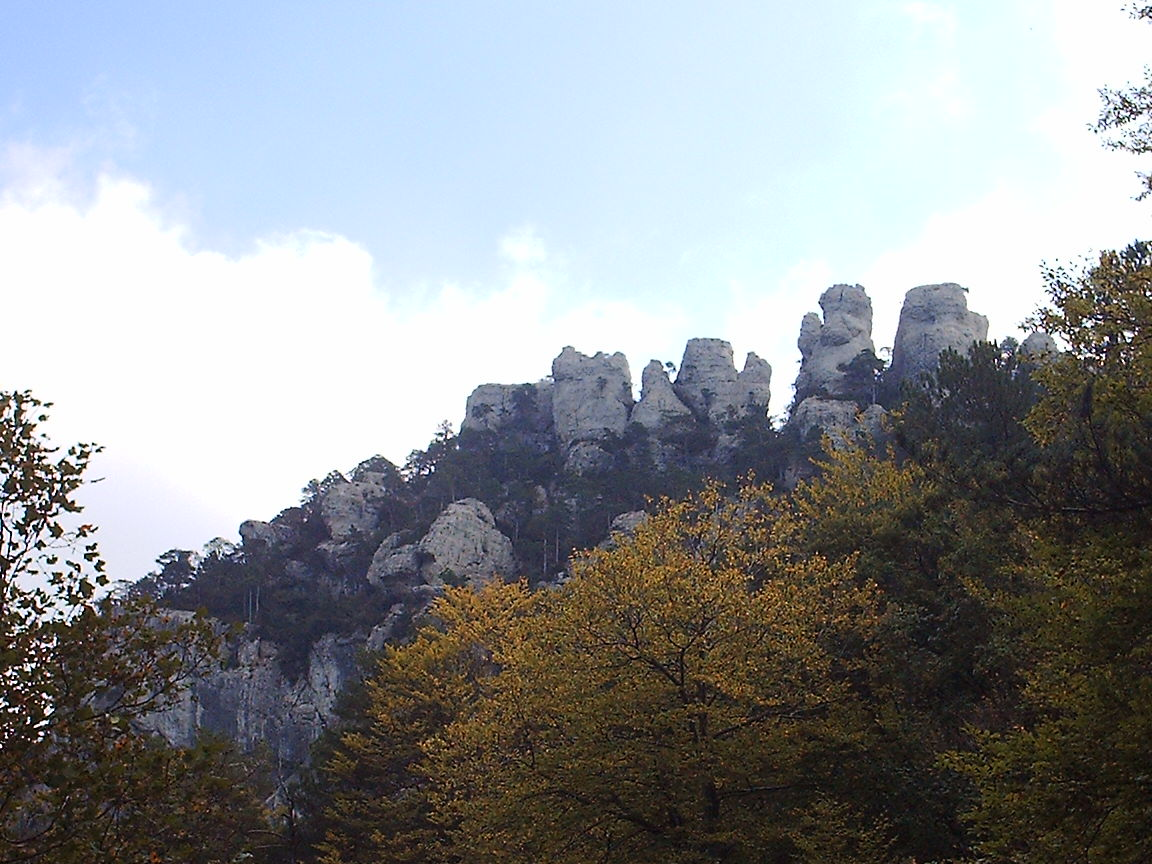
Formacions rocalloses dels Ports
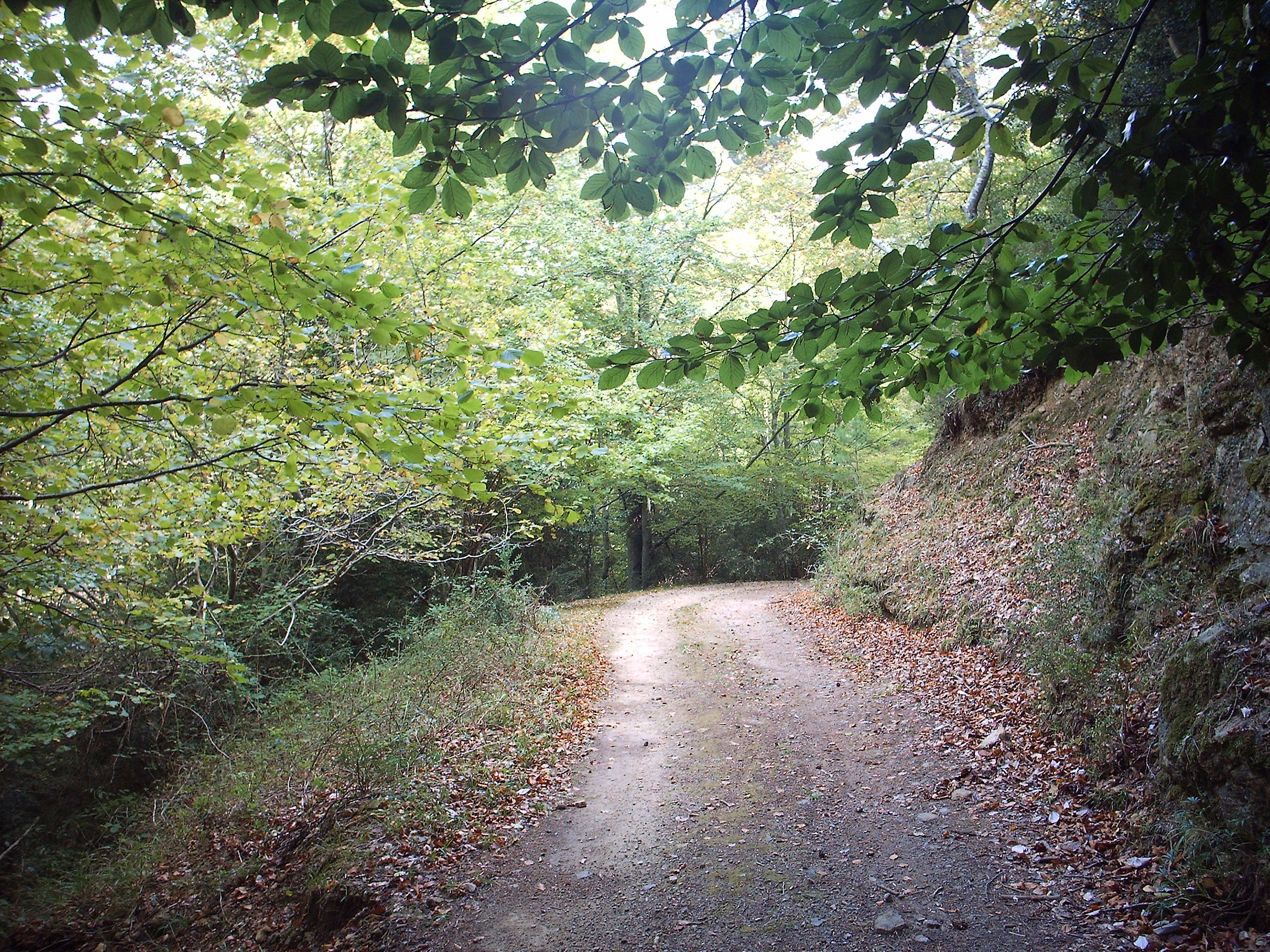
La fageda
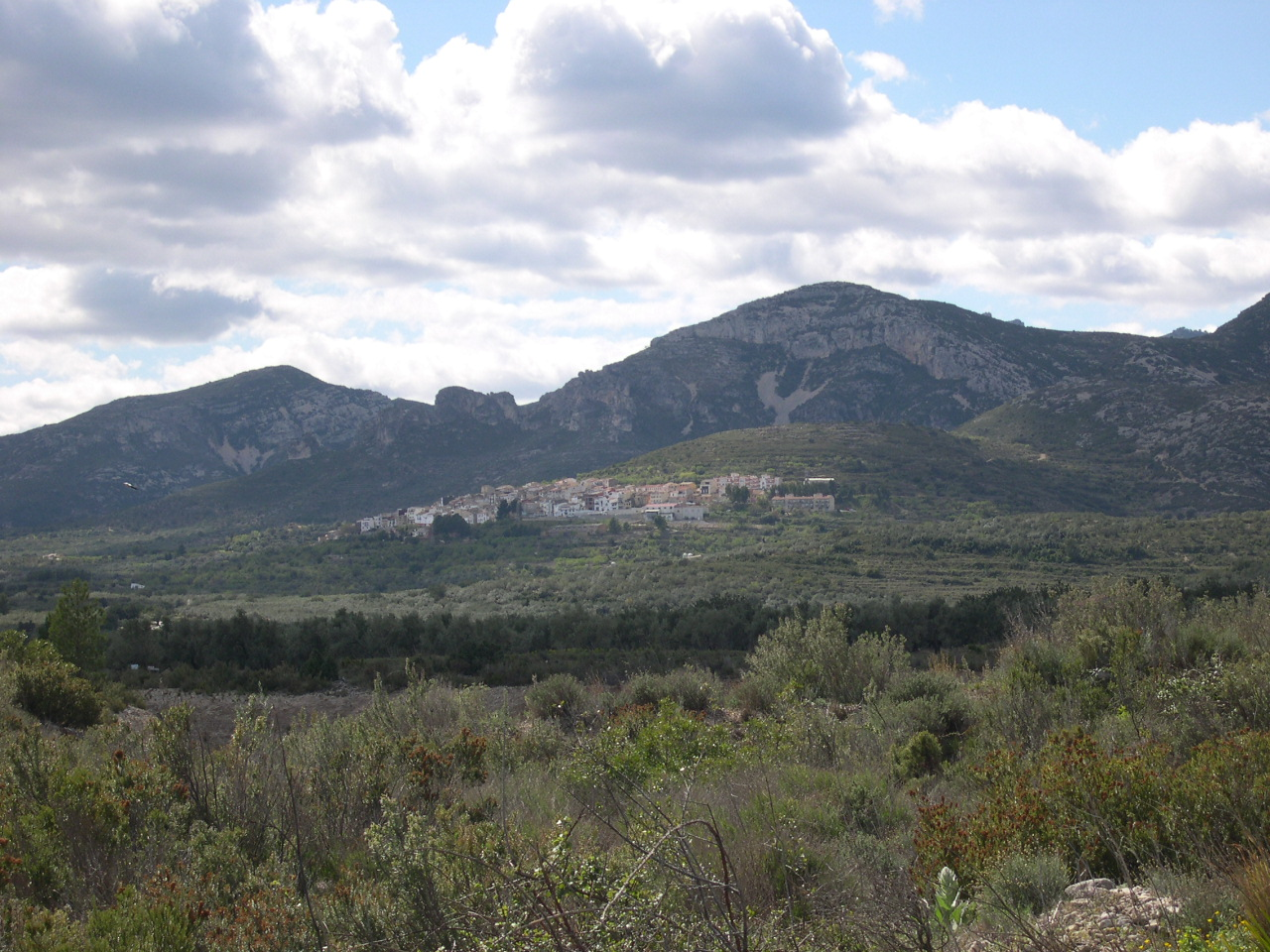
Mas de Barberans, municipi situat al peu del vessant oriental dels Ports
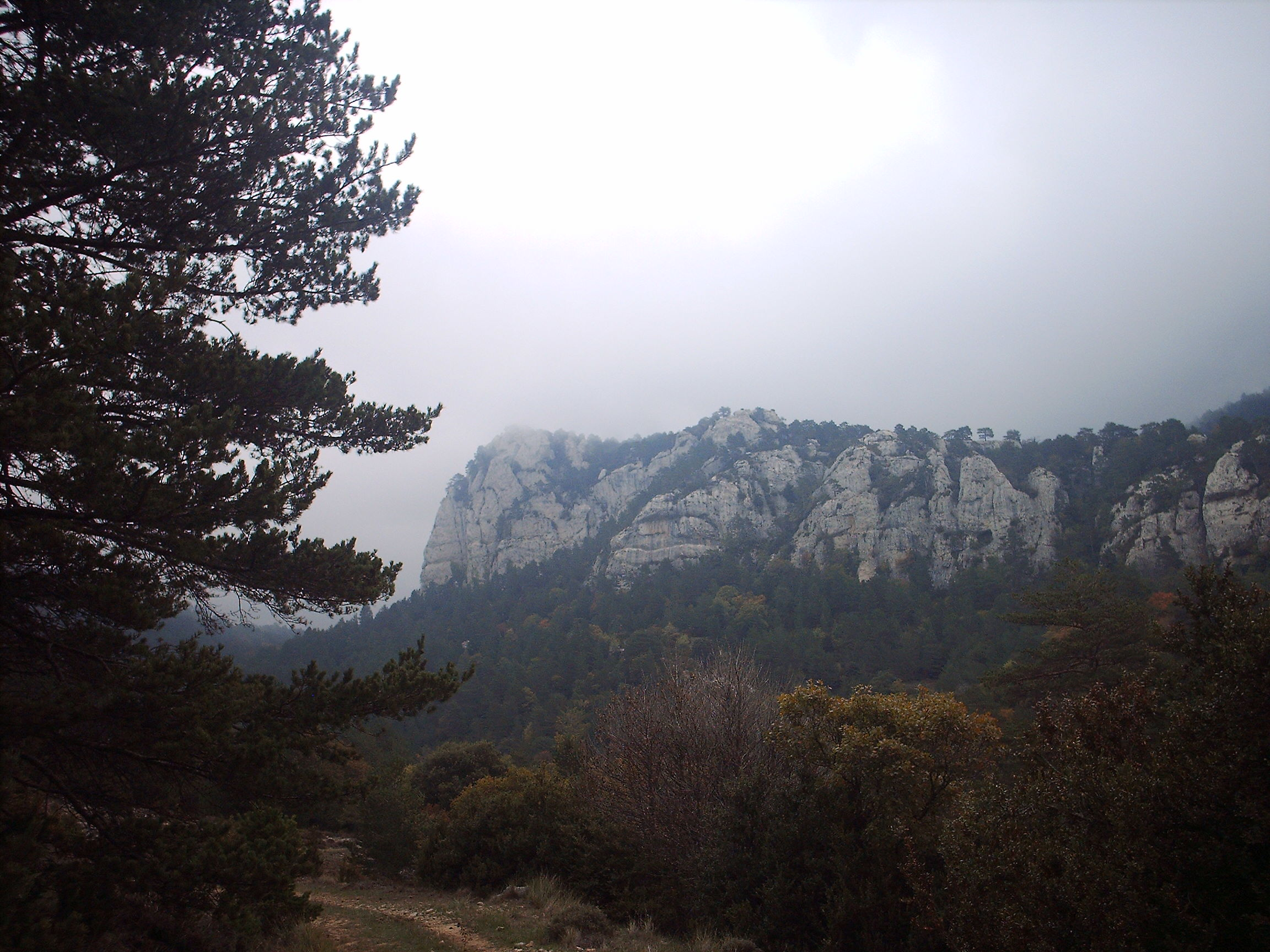
Cingles calcaris als Ports
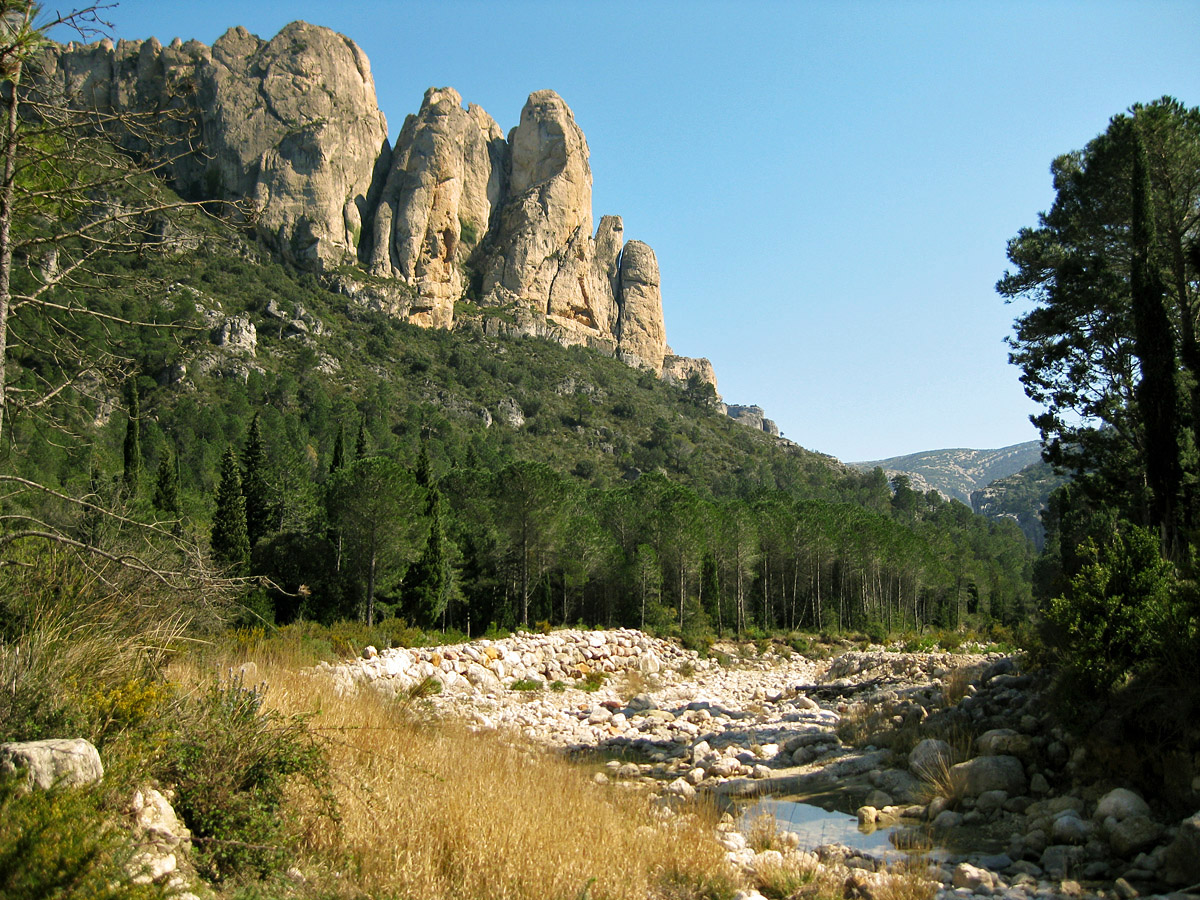
Vista dels Ports, des del paratge anomenat la Vall (Mas de Barberans), al Montsià
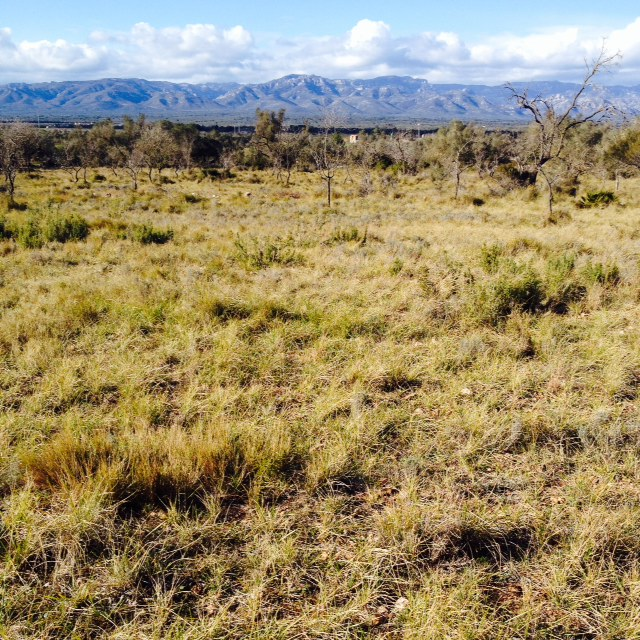
Vista dels Ports de Tortosa des de la Serra de Godall